# Camilo Ortega
Camilo Antonio Ortega Saavedra (1950–1978) fue un revolucionario y guerrillero nicaragüense.
Camilo Ortega, que tenía los alias de Mundo y Rairo, destacó en la lucha contra la dictadura somocista. Comandante del Frente Sandinista de Liberación Nacional (FSLN), destacó por su compromiso con la lucha y su honestidad. Hermano menor de Daniel Ortega, presidente de Nicaragua durante el periodo de gobierno Sandinista y posteriormente de 2007 en adelante. Asimismo es hermano de Humberto Ortega Ministro de Defensa durante el periodo revolucionario y posteriormente jefe del Ejército de Nicaragua. Murió en 1978 antes del triunfo revolucionario. Por su trabajo en aras de la unidad de la formación política se le ha llamado "apóstol de la unidad sandinista".

## Biografía
Camilo Ortega nació Managua, el 13 de diciembre de 1950, por una de esas paradojas del destino nació en la Colonia Somoza, ubicada frente al estadio de béisbol General Somoza construido por la administración Somoza para una serie mundial de béisbol amateur. El Gobierno de Somoza le había otorgado a la familia Ortega una vivienda en dicha colonia. Irónicamente el nombre de la colonia iba a ser el eje de su existencia y causa de su muerte.
Era el hijo menor de una familia de seis hermanos. Su padre era Daniel Ortega Cerda y su madre Lidia Saavedra Rivas, ambos de ideas izquierdistas y de oposición al régimen de la familia Somoza. El ambiente familiar influyó en la formación ideológica de los hermanos Ortega Saavedra, dos de ellos murieron de niños y Daniel Ortega y Humberto Ortega fueron relevantes figuras del FSLN y de la Nicaragua posrevolucionaria.
Camilo Ortega estudió primaria en el Instituto Pedagógico – La Salle de Managua. Hizo estudios de bachillerato en el Salesiano de Masaya. Ya desde joven destaca por su afición literaria, tenacidad y compromiso. El primer año de secundaría lo haría en el colegio Simón Bolívar y el cuarto de nuevo en el Instituto Pedagógico – La Salle de Managua.
Forma parte, junto a sus hermanos Daniel y Humberto y otros amigos como Carlos Reyna, Enrique Lorente Ruiz, Ernesto Fernández, Selim Shible y Edmundo Pérez de la Juventud Patriótica involucrándose en la lucha antidictatorial.

### Periodo estudiantil
Integrado en el FER, Frente Estudiantil Revolucionario, Camilo realiza un intenso trabajo entre los estudiantes. Durante los años 1964, 1965 y 1966 tiene presencia en las movilizaciones de 1.º de mayo y se integra plenamente en las movilizaciones estudiantiles pasando pronto a participar con el FSLN, aún no estando integrado en el mismo.
En 1966 ingresa, junto a Jorge Guerrero, en el FSLN en el cual se encarga de formar los llamados Comandos Armados Sandinistas (organización militar urbana, dedicada a asaltos a bancos, recuperación de armas, ajusticiamientos, etc.) junto a Jorge Guerrero y Selim Shible. En enero de 1967 participa en las diferentes acciones bélicas que el Frente realiza y en la estructuración del trabajo urbano en la ciudad de Managua.
Camilo participa muy activamente en la defensa de los presos políticos junto a las madres de los mismos organizando manifestaciones y otros actos. Combina el trabajo legal con el clandestino de estructuración logística y militar del FSLN y sirve de enlace entre los activistas presos y la organización.
Al no poder matricularse en el Instituto Pedagógico – La Salle de Managua debido a su actividad subversiva, acaba la secundaria en el colegio Salesiano de Masaya. En Masaya participa en diferentes actividades de protesta como las realizadas a raíz del asesinato de David Tejada, el 5 de abril de ese mismo año y logra organizar la revista Adelante" de la que es director y editorialista. Ese mismo año es detenido por primera vez.
Comienza sus estudios universitarios en la Universidad Nacional Autónoma de Nicaragua en León en 1969. En ese tiempo depende en la estructura del FSLN del comandante José Benito Escobar. Participa activamente en la lucha estudiantil y colabora con las madres de presos políticos. Apoya junto con Leonel Vanegas, Efrén Medina, Orlando Sobalvarro, Leoncio Sáenz y Róger Pérez de la Rocha el resurgimiento del Grupo Praxis. En León publica, bajo la supervisión de Leonel Rugama, un nuevo periódico llamado El Universitario.
Junto a Edgar Munguía y Omar Cabezas realizó una labor de concienciación de estudiantes en las ciudades vecinas como Jinotega, Matagalpa o Estelí acudiendo a colegios de secundaria y centros agrícolas. Con Maximiliano Somarriba reorganiza el FER en Masaya.
Las inquietudes intelectuales de Camilo Ortega le hacen que se relacione con otros intelectuales y artistas con los cuales va conformando un grupo que se va implicando con el FSLN. La implicación de los artistas e intelectuales en la lucha contra la dictadura fue una de las líneas de actuación que Camilo defendió en el FSLN. Así logra en 1970 reconstruir el GRUPO PRAXIS, logrando publicar dos revistas y realizar exposiciones y ventas de pinturas para reunir fondos para el Comité de Reos Políticos. Ese mismos año arrestan a camilo junto a un grupo de intelectuales en la casa del pintor Leonel Vanegas.

### Integración en el FSLN
Durante los años 1971 y 1972 Camilo Ortega realiza diferentes acciones de tomas de edificios singulares (iglesias y colegios) en favor de los presos políticos. En abril de 1972 se desplaza a Cuba para recibir entrenamiento político y militar y allí se relaciona con Carlos Fonseca. Destaca por sus cualidades para formar parte de la estructura de la organización y relación con los compañeros definiéndose como un líder.
Entre los años 1973 y 1975 Camilo prosigue la formación teórica participando junto a Fonseca y otros dirigentes de Frente en la formación de la línea estratégica que posteriormente utilizaría el Frente en la llamada "ofensiva final".
En octubre de 1975 regresa de nuevo a Nicaragua, pasa por Chinandega y se establece en Masaya donde empieza a poner en práctica los conocimientos adquiridos en Cuba y se hace cargo de la organización del Regional de Oriente que comprendía los departamentos de Rivas, Granada y Masaya. En un primer momento sirve de enlace entre la dirección de exterior de la organización y la interna, recibía los mensajes por radio y luego los comunicaba a la Dirección Nacional.
En Masaya Camilo organizó un equipo de militantes a los cuales fue formando. Realizaron un estudio minucioso de la situación político social y militar de la ciudad a la vez que iban formando un equipo de trabajo unido al que brindaba su mística personal para dar ejemplo de revolucionario. Desde ese grupo se comienzan la infiltraciones en diversos sectores sociales, obreros, campesinos y estudiantes para incorporarlos al proceso revolucionario. Desde Masaya se extiende a Rivas y Granada.
El trabajo realizado permitió crear una estructura operativa que diera sustento a una red logística que a la postre permitiera soportar diversas acciones militares incluida la insurrección. Esta red servía de cantera para la organización y de ella se nutria para las diferentes necesidades. Camilo Ortega mantenía que hay que distinguir entre un colaborador, un combatiente, un militante y un cuadro.
Uno de los objetivos principales que el grupo formado por Camilo fue el abrir una ruta hasta Costa Rica. Junto a Norma López comienza a trabajar entre el campesinado de El Naranjo, Ostional, Salinas y San Juan del Sur. Así mismo en Rivas y en el sector de los cañeros en San Jorge abriéndose una ruta que comunicará Rivas y Tola, hasta salir a Nandaime. Es destacable la colaboración del cura Gaspar García Laviana de origen asturiano (España) quien ya era conocido y respetado por los habitantes de la zona. La labor que Camilo junto con García Laviana realizó fue fundamental para la sustentación del Frente Sur.

### La ofensiva final
En 1977 el FSLN pone en marcha una ofensiva político-militar para evitar que la crisis en la que se encuentra el régimen de Somoza pueda ser recanalizada por sus aliados norteamericanos. Se le quita peso a la presencia en la montaña y se revaloriza la urbana. Camilo Ortega se encarga de la organización y planificar las acciones bélicas de octubre en Masaya. Se encarga de todo el Regional de Oriente (Rivas, Carazo, Granada, Masaya y Managua) y hace de coordinador entre esta área y los nuevos frentes que se logran conformar en Occidente y el Frente Norte "Carlos Fonseca".
El 2 de febrero de 1978, en plena efervescencia producida como repuesta al asesinato de Pedro Joaquín Chamorro Cardenal, una columna sandinista comandada por Camilo Ortega toma la ciudad de Granada que fue la primera acción de este tipo desarrollada por el FSLN.

## Muerte
Camilo Ortega Saavedra estaba presente en Managua durante la insurrección de Monimbó en Masaya pero se traslada a Masaya (aun cuando le habían recomendado dejar el lugar por el peligro existente) para asistir a una reunión. El 26 de febrero de 1978 llega a una casa del sector de Las Sabogales donde iba a celebrar una reunión con otros compañeros (Hilario Sánchez, Arnoldo Kuant y Moisés Rivera). En el barrio se realiza una protesta y la Guardia nacional penetra en el mismo con numerosos medios. Los manifestantes huyen y se esconden en la casas vecinas y la policía va tras ellos. Cuando llegan a la casa donde se estaba celebrando la reunión e intentan penetrar se produce un enfrentamiento armado en el que mueren Moisés Rivera, Arnoldo Kuant y Camilo Ortega. La represión armada se extiende a un grupo de ciudadanos que venían del mercado matando a varios de ellos, este hecho es conocido por el nombre de "La masacre de Las Sabogales".
Los cadáveres de los sandinistas fueron trasladados a Managua en helicóptero. Camilo Ortega fue enterrado en el Cementerio General de la Ciudad de Managua.